# Frostlinje (astrofysik)
Inom astronomi eller planetvetenskap är frostlinje, även känd som snölinje eller islinje, det minsta avståndet från den centrala protostjärnan i en solnebulosa där temperaturen är tillräckligt låg för flyktiga föreningar som vatten, ammoniak, metan, koldioxid och kolmonoxid för att kondensera till fasta korn, vilket gör att de kan ansamlas till planetesimaler. Bortom linjen kan annars gasformiga föreningar (som är mycket rikligare) ganska lätt kondenseras för att tillåta bildning av gas- och isjättar, medan inom den, kan endast tyngre föreningar samlas för att bilda de typiskt mycket mindre steniga planeterna.
Termen i sig är lånad från begreppet "frostlinje" inom markvetenskap, som beskriver det maximala djupet från ytan som grundvatten kan frysa.
Varje flyktigt ämne har sin egen frostlinje (till exempel kolmonoxid, kväve, och argon ), varför det är viktigt att alltid ange vilket material som frostlinjen avser. En spårgas kan användas för material som annars är svåra att upptäcka, till exempel diazenylium för kolmonoxid.

## Lokalisering
Olika flyktiga föreningar har olika kondensationstemperatur vid olika partialtryck (alltså olika täthet) i protostjärnnebulosan, så deras respektive frostlinje kommer att skilja sig åt. Den faktiska temperaturen och avståndet för vattenisens frostlinje beror på den fysiska modellen som används för att beräkna den och på den teoretiska solnebulosmodellen:
- 170 K vid 2,7 AE (Hayashi, 1981)[4]
- 143 K vid 3,2 AE till 150 K vid 3 AE (Podolak and Zucker, 2010)[5]
- 3,1 AE (Martin and Livio, 2012)[6]
- ca150 K för korn i μm-storlek and ca 200 K för kroppar i km-storlek (D'Angelo and Podolak, 2015)[7]

## Aktuell frostlinje kontra formationsfrostlinje
Den radiella positionen för kondensations-/avdunstningfronten varierar över tiden, allteftersom nebulosan utvecklas. Ibland används termen snögräns också för att representera det nuvarande avståndet vid vilket isen kan vara stabil (även under direkt solljus). Detta nuvarande snölinjeavstånd skiljer sig från formationens snölinjeavstånd under bildandet av solsystemet och är ungefär lika med 5 AE. Anledningen till skillnaden är att under bildandet av solsystemet var solnebulosan ett ogenomskinligt moln där temperaturen var lägre nära solen och själva solen var mindre energirik. Efter bildandet begravdes isen av infallande stoft och den har hållit sig stabil några meter under ytan. Om is inom 5 AE exponeras, till exempel av en krater, sublimeras den i korta tidsskalor. Utan direkt solljus kan is dock förbli stabil på ytan av asteroider (och Månen och Merkurius) om den är belägen i permanent skuggade polära kratrar, där temperaturen kan förbli mycket låg över solsystemets ålder (till exempel 30–40 K på månen).
Observationer av asteroidbältet, som ligger mellan Mars och Jupiter, tyder på att vattensnölinjen under bildandet av solsystemet var belägen inom denna region. De yttre asteroiderna är isiga C-klassobjekt (till exempel Abe et al. 2000 och Morbidelli et al. 2000) medan det inre asteroidbältet i stort sett saknar vatten. Detta innebär att när planetesimal bildning inträffade låg snögränsen på cirka 2,7 AE från solen.
Till exempel ligger dvärgplaneten Ceres med en halvstor axel på 2,77 AE nästan exakt på den lägre uppskattningen för vattensnölinjen under bildandet av solsystemet. Ceres verkar ha en isig mantel och kan till och med ha ett vattenhav under ytan.

## Planetbildning
Den lägre temperaturen i nebulosan bortom frostlinjen gör många fler fasta korn tillgängliga för ansamling till planetesimaler och så småningom planeter. Frostlinjen skiljer därför jordplaneter från jätteplaneter i solsystemet. Jätteplaneter har dock hittats innanför frostlinjen runt flera andra stjärnor (så kallade het Jupiter). De tros ha bildats utanför frostlinjen och senare vandrat inåt till sina nuvarande positioner. Jorden, som ligger mindre än en fjärdedel av avståndet till frostlinjen men inte är en jätteplanet, har tillräcklig gravitation för att hindra metan, ammoniak och vattenånga från att fly den. Metan och ammoniak är sällsynta i jordens atmosfär enbart på grund av deras instabilitet i en syrerik atmosfär som härrör från livsformer (till största delen gröna växter) vars biokemi tyder på en gång riklig tillgång på metan och ammoniak, medan naturligtvis flytande vatten och is, som är kemiskt stabila i en sådan atmosfär, bildar mycket av jordens yta.
Forskarna Rebecca Martin och Mario Livio har föreslagit att asteroidbälten kan tendera att bildas i närheten av frostlinjen, på grund av att närliggande jätteplaneter stör planetbildningen i deras omloppsbana. Genom att analysera temperaturen på varmt stoft som hittats runt cirka 90 stjärnor, drog de slutsatsen att stoftet (och därmed möjliga asteroidbälten) vanligtvis hittas nära frostlinjen. Den underliggande mekanismen kan vara den termiska instabiliteten hos frostlinjen i tidsskalor på 1 000 - 10 000 år, vilket resulterar i periodisk avsättning av stoftmaterial i relativt smala cirkumstellära ringar.